# Gertrude Liebhart
Gertrude Liebhart, née le 26 octobre 1928, est une kayakiste autrichienne.

## Palmarès

### Jeux olympiques
- Helsinki 1952 :
  -  Médaille d'argent en K-1 500 m.

### Championnats du monde
- Copenhague 1950 :
  -  Médaille d'argent en K-2 500 m avec Fritzi Schwingl.
- Londres 1948 :
  -  Médaille de bronze en K-2 500 m avec Fritzi Schwingl.